# Micrura coei
Micrura coei är en djurart som tillhör fylumet slemmaskar, och som beskrevs av Gibson 1995. Micrura coei ingår i släktet Micrura och familjen Lineidae. Inga underarter finns listade i Catalogue of Life.